# Brotmarkt 8

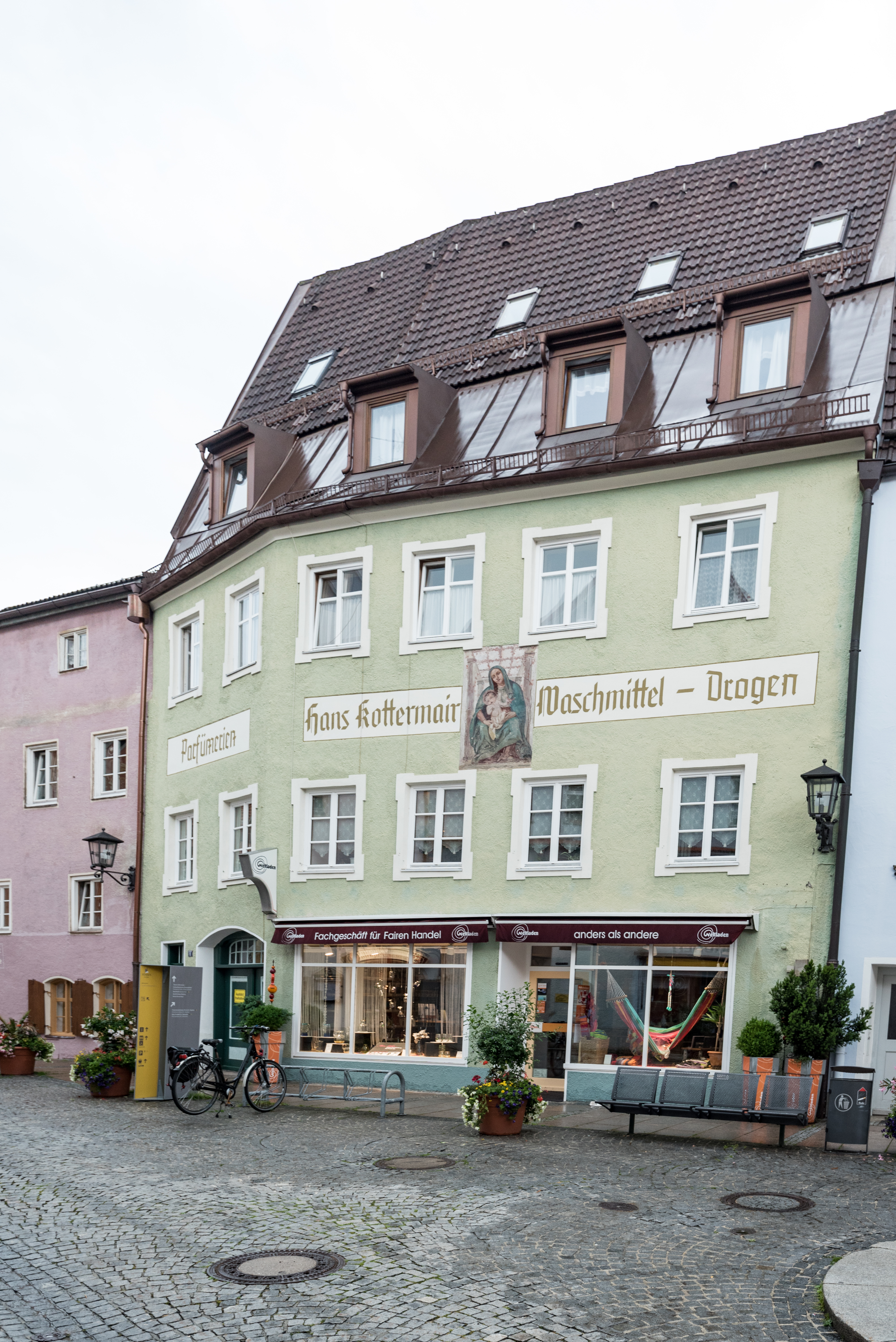
Haus Brotmarkt 8

Das Haus Brotmarkt 8 ist ein denkmalgeschütztes spätgotisches Wohn- und Geschäftshaus in Füssen im Allgäu.

## Geschichte

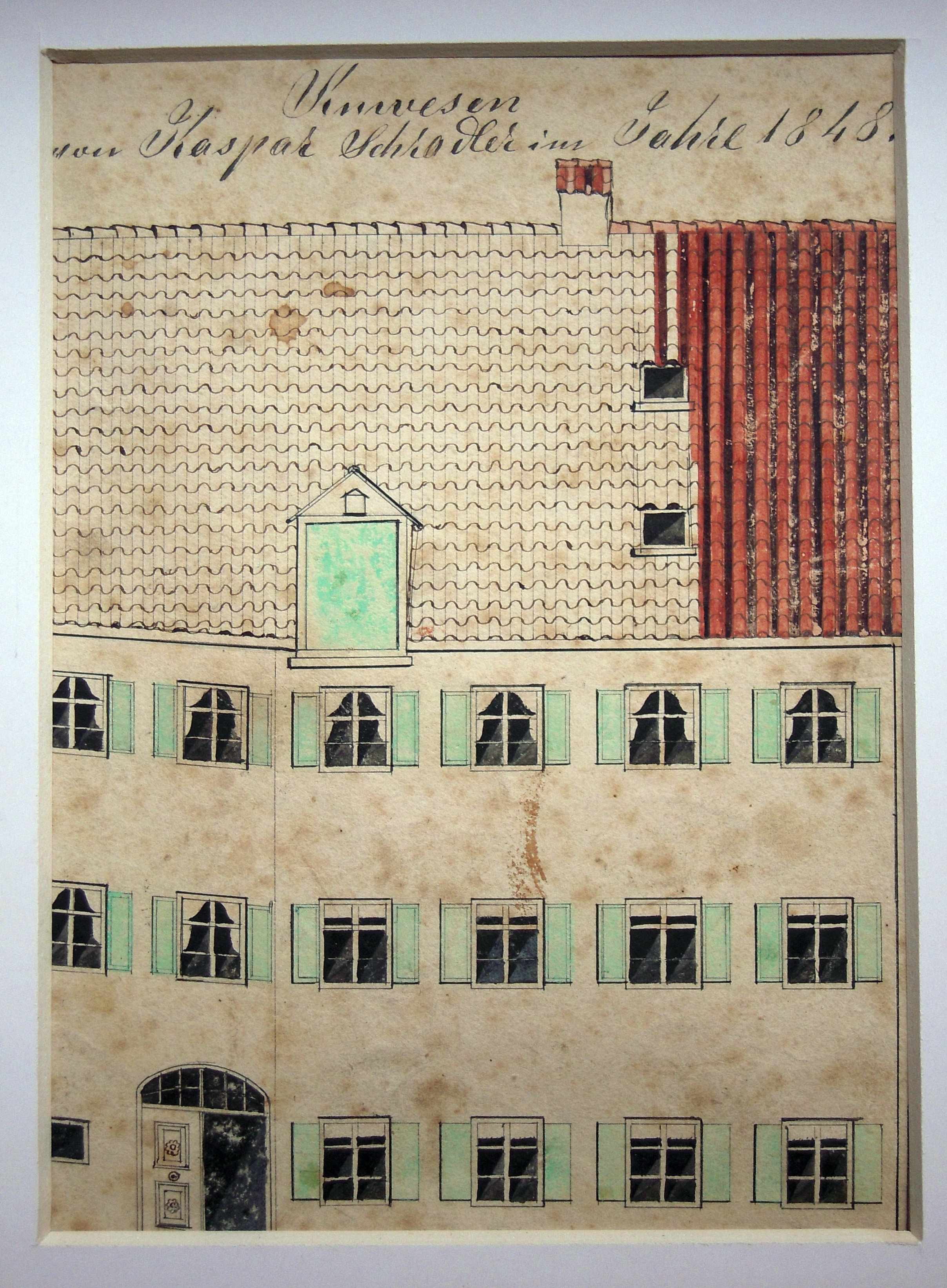
Zeichnung des Hauses von Kaspar Schradler (um 1848)

Eine erste unsichere Erwähnung des Hauses stammt aus dem Jahr 1650. Im Jahr 1784 erhielt das Gebäude die fortlaufende Nummer 124. Im Jahr 1808 war der Hausname „Beim Nudler und beim Mauschl“. Zu seinen Bewohnern gehörten Kaspar Schradler, Maler und von 1841 bis 1847 Bürgermeister, und sein Sohn Ludwig Schradler, Fotograf und von 1894 bis 1898 Bürgermeister. 1909 wurden die bis dahin fortlaufenden Hausnummern in Füssen durch eine Nummerierung für die jeweilige Straße ersetzt.

## Architektur
Das dreigeschossige Gebäude in gebrochener Fassade trägt ein steiles, traufseitiges Satteldach mit Ladegaube. Es ist im Kern spätgotisch. Auf der Gebäuderückseite befindet sich ein gekehlter Spitzbogeneingang durch die ehemalige Stadtbefestigung.